# Craon (Mayenne)
Craon – miejscowość i gmina we Francji, w regionie Kraj Loary, w departamencie Mayenne.
Według danych na rok 2010 gminę zamieszkiwało 4556 osób, a gęstość zaludnienia wynosiła 185 osób/km²

## Gallery

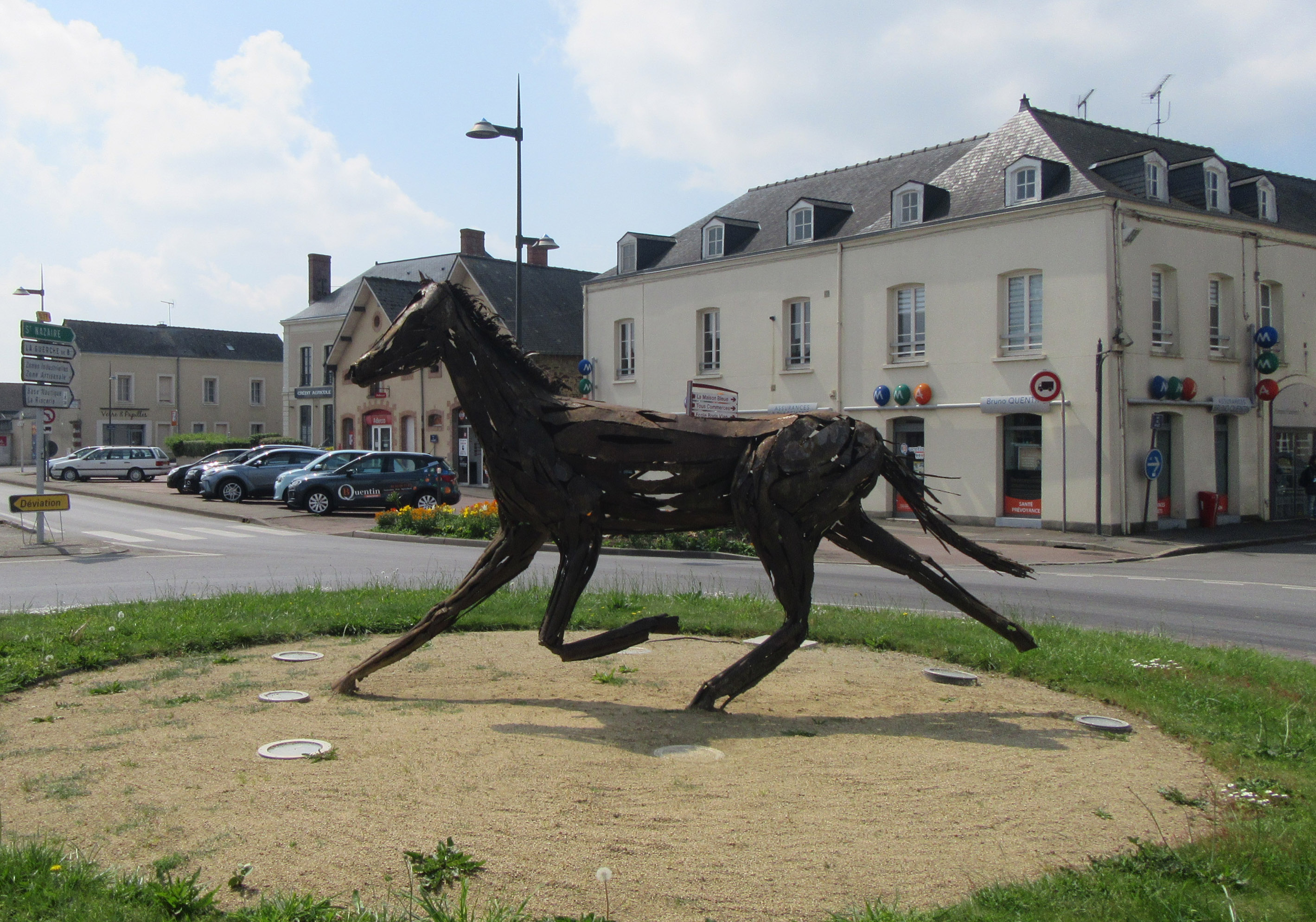
Monument at crossing streets D771 and D22.
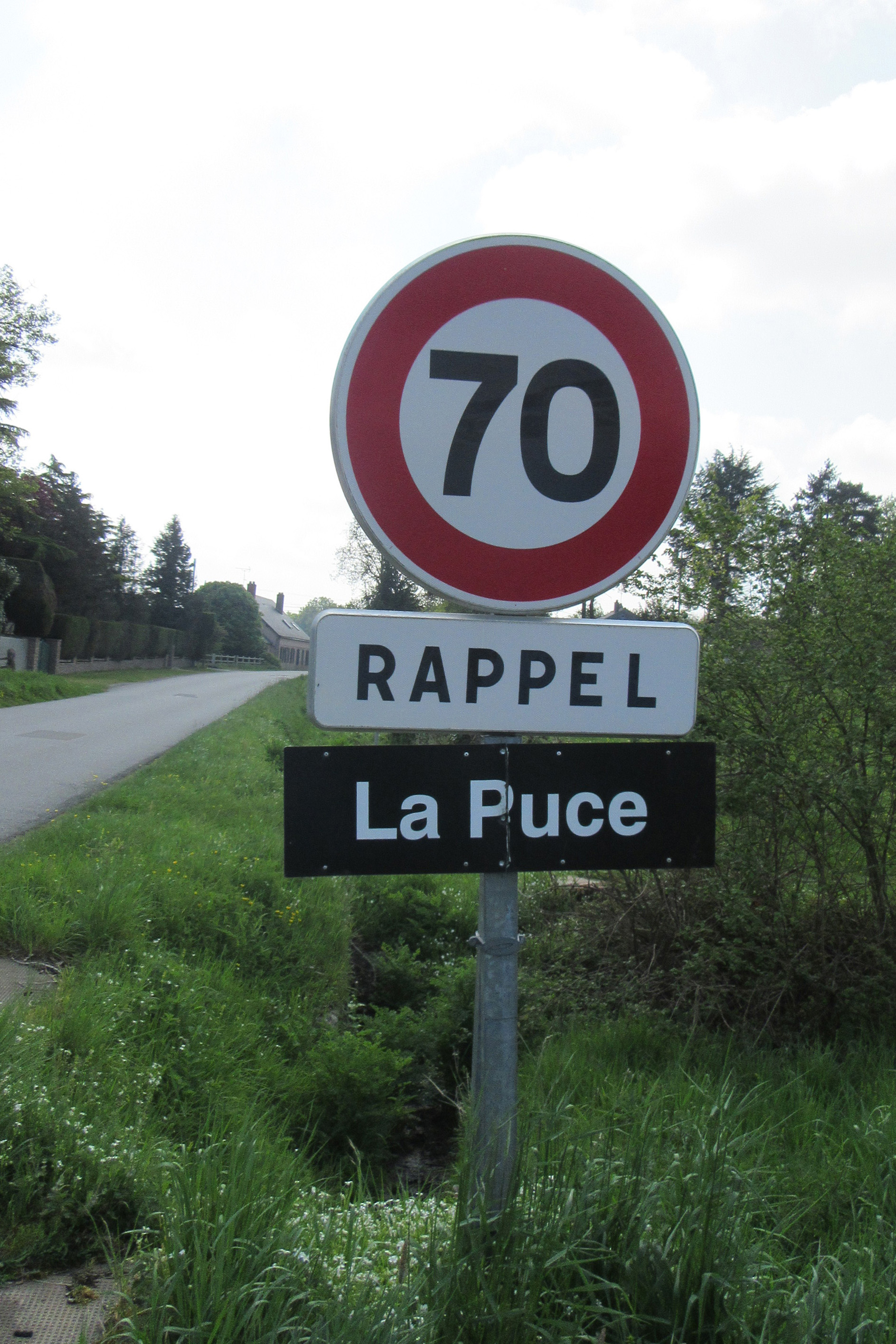
Hamlet of La Puce